# Eubelum instrenuum
Eubelum instrenuum är en kräftdjursart som beskrevs av Gustav Budde-Lund 1912. Eubelum instrenuum ingår i släktet Eubelum och familjen Eubelidae. Inga underarter finns listade i Catalogue of Life.